# Гоян, Еремей Петрович
Еремей Петрович Гоян (1940—2018) — советский и украинский писатель и журналист, корреспондент, очеркист. Заслуженный деятель искусств Украины (1998).

## Биография
Родился 11 июля 1940 года в селе Долишнее Залучье (ныне Ивано-Франковская область, Украина). Отец Петр Васильевич Гоян — активист «Сельроба», с 1928 член КПЗУ, был неоднократно арестован. В 1939 председатель временного сельского комитета, организатор и первый председатель правления колхоза, депутат Народного Собрания Западной Украины. Ветеран ВОВ и советско-японской войны 1945.
Еремей Петрович учился в сельской семилетке, окончил Снятинскую СШ имени В. Стефаника (1956), работал в колхозе (1956—1958).
Творческий путь начал в районном журнале «Колхозник» (ныне — «Голос Покутья»). Окончил факультет журналистики ЛГУ имени И. Я. Франко (1964). Работал в газетах «Свободная Украина» и «Ленинская молодёжь» (Львов).
В 1967—1975 годах — собственный корреспондент, в 1975—1978 годах — старший корреспондент, в 1978—1987 годах — заведующий отделом в газете «Советская Украина», с 1987 года — главный редактор издательства «Радуга».
Скончался 28 сентября 2018 года. Похоронен на Байковом кладбище Киева.

## Творчество
книги
- «Полотенца»
- «Славичи»
- «Львовщина»
- «Огни яворове»
- «Перстень верховинца»
- «Тайна Лесиковой скрипки».

краеведческие книги
- «Моршин» (1973)
- «Немиров» (1977)
- «Львовщина» (1982)

сборники очерков
- «Славичі» (1979)
- «Полотенца» (1975)
- «Огни яворове» (1984)

- книги рассказов «Перстень верховинца» (1989) публицистических изданий «Воскреснем!» (2000) и «Посвящение» (2001).

## Общественная деятельность
Член Союза писателей Украины с 1984 года. На съезде писателей избран членом Совета Национального союза писателей Украины. Много лет возглавлял жюри литературной премии имени Леси Украинки, ныне председатель жюри премии имени Олены Пчилки.
Член Центрального правления Всеукраинского общества «Просвита» имени Т. Г. Шевченко;

## Награды и премии
- Государственная премия Украины имени Тараса Шевченко (1993) — за повесть «Тайна Лесиковой скрипки»
- Заслуженный деятель искусств Украины (1998) — за весомый личный вклад в развитие книгоиздания и празднования 1000-летия летописания и книжного дела
- премия имени Я. А. Галана (1975)
- премия имени Марка Черемшины (2000)
- премия имени Ивана кошелевца (2001)
- медали
- Почётный доктор Украинской академии книгопечатания (1999).